# 鵝喙翼龍屬
鵝喙翼龍（屬名：Cycnorhamphus）意為「天鵝的喙嘴」，是翼龍目翼手龍亞目梳頜翼龍超科的其中一個屬，生活在侏羅紀的法國與德國。目前已經有兩個種被確認出來。鵝喙翼龍在70年代中期到90年代中期的名稱為高盧翼龍。